# Róger Flores
Róger Flores   (San José, 26 de maig de 1959) fou un futbolista costa-riqueny de la dècada de 1980.
Fou 49 cops internacional amb la selecció de Costa Rica.
Pel que fa a clubs, destacà a Sagrada Familia Alajuelense i Saprissa.
Trajectòria com a entrenador:
- 1996-1998: Goicoechea
- 2000: Santa Bárbara
- 2001: Herediano
- 2007-2008: Barrio Mexico
- 2009: Liberia Mía (assistent)